# История Анатолии

## Доисторическая Анатолия

### Палеолит и мезолит
В группе местонахождений Шамбаят (Şambayat), приуроченной к долинам реки Гёксу-Чайи (Göksu-Ҫayi) и ручья Эскикёйдере (Eskiköydere) найдены каменные орудия олдованского типа (Oldowan-Mode 1), которые датируются интервалом 2,0—1,7 млн л. н. В разрезе Каранджибаши в долине реки Мурат (левый приток Евфрата) в слое с линзами и линзовидными прослоями галечника, сопоставляемом с палеомагнитным эпизодом Олдувей, найдены предметы каменной индустрии олдован (Mode 1) с элементами раннего ашеля (большие отщепы, пикоподобные изделия на больших отщепах и заготовки для бифасов). В 2-метровом гравийно-галечном слое, вероятно принадлежащем финальному калабрию, найдены окатанные раннепалеолитические ашельские изделия (односторонние и двусторонние чопперы и пик, сходный с рубилом типа Dauan из Южной Аравии). Каменное орудие из кварцита, найденное в отложениях реки Гедиз, оценивается возрастом 1,17—1,24 млн лет. К северу и к югу от Восточного Тавра обнаружены раннепалеолитические местонахождения Кованджилар, Ескималатья, Тахтали, Шамбаят, Бостанджик.
В горах Бююк Мендерес (Büyük Menderes) в провинции Денизли в местонахождении Кочабаш (Kocabaş) обнаружена черепная крышка вида Homo erectus термолюминесценцентным методом оценённая возрастом 510—490 тыс. лет, но затем была предложена пересмотренная оценка возраста между 1,3 и 1,1 млн л. н. на основе измерений магнитной полярности и космогенных изотопов 26Al/10Be из отложений, которые лежат ниже и выше слоя с черепом, а потом — возраст от 1,2 до 1,6 млн лет назад. В Kaletepe Deresi 3, расположенном в 200 км к востоку от Дурсунлу, ашельские артефакты имеет возрастные оценки 1,3—1,1 млн лет назад. У человека прямоходящего из местонахождения Кокабас обнаружили возможные признаки туберкулезного менингита, но позже поставили эту гипотезу под сомнение .
Каменные орудия, кости животных и людей эпохи палеолита (200 тыс. лет до н. э.) и мезолита были обнаружены в пещере Караин к северу от Антальи.
В Ючагизли, Бокер-Тахтите (Израиль), Кзар-Акиле (Ливан), на Балканах (Темната), в Чехии (Богунице, Странска Скала, Лишень, Подоли, Тварожна), на Украине (Куличивка), на Алтае (Кара-Бом) и в Северном Китае (Шуйдунгоу) представлен комплекс сходных индустрий, названный эмиранско-богуницким.
Самыми северными местонахождениями верхнепалеолитической ахмарской культуры являются пещеры Учагызлы (Üçağızlı Cave) и Канал (Kanal Cave) на юго-востоке Турции.
В провинции Конья находится эпипалеолитическое поселение Пынарбашы (Pınarbaşı). Эпипалеолитические артефакты из пещеры Учагизли (Üçağızlı I cave) в провинции Хатай датируются возрастом 17 530±140 лет назад. Эпипалеолитические орудия из пещере в Дикили (Измир) датируются возрастом 14 000 лет.
Y-хромосомную гаплогруппу C1a2 и митохондриальную гаплогруппу K2b определили у эпипалеолитического анатолийского охотника-собирателя ZBC из местечка Пинарбаши в турецкой провинции Конья, жившего ок. 15 тыс. л. н. (13 642—13 073 лет до н. э.).

### Неолит. Медный век
В эпоху неолита на территории Анатолии существовало несколько развитых археологических культур, скорее всего, этнически не родственных. Для многих из этих культур Анатолия была промежуточным этапом на пути в Европу через Балканы, где выделяются как минимум три различных неолитических традиции анатолийского происхождения (см. статью Доисторическая Греция). Предполагается, что потомками неолитических культур Анатолии были известные из исторических источников минойская цивилизация, пеласги, хатты и ряд других народов. Согласно анатолийской гипотезе, которую не разделяет заметная часть лингвистов и историков, из неолитической Анатолии вышли также носители протоиндоевропейского языка.
Около 10,5 тыс. лет назад возникло древнейшее известное в настоящий момент поселение городского типа — Чатал-Гуюк на юго-западе Турции. Этот город — свидетельство высокой культуры эпохи неолита (скорее всего матриархальной культуры). Другим важным неолитическим памятником является Хаджилар.
В Ашиклы-Хююке ранние свидетельства содержания человеком овец и коз датируются возрастом 10 400 лет до настоящего времени.
В эпоху наиболее раннего неолита на территории Анатолии (докерамический неолит A), как видно из названия, керамика ещё не была известна, однако уже существовали постоянные поселения с каменными круглыми домами (Невалы-Чори, Гёбекли-Тепе). Позднее, в эпоху докерамического неолита B в употребления входят прямоугольные дома. К этому времени относятся поселения Ашиклы-Хююк, Джафер-Хююк и Чайоню. Из глины изготавливались статуэтки, которые частично обжигались, однако сосуды в это время ещё не изготавливались.
У анатолийского фермера ZMOJ из местечка Бонджуклу (Boncuklu), жившего 8300—7800 лет до н. э., определили Y-хромосомную гаплогруппу C и митохондриальную гаплогруппу K1a. У образца Bon004 (Boncuklu, 8300—7952 лет до н. э.) определили Y-хромосомную гаплогруппу G2a-PF3359>PH488 и митохондриальную гаплогруппу N1a1a1. ДНК древних жителей Бонджуклу, живших 10,5 тыс. лет назад, которая оказалась похожа на ДНК охотников-собирателей этого же времени в Европе (в том числе на геном знаменитого альпийского ледяного человека Эци) и фермеров из другого анатолийского местечка Тепеджик-Чифтлик (Tepecik-Çiftlik), живших примерно 6 тыс. лет назад. У образца Tep001 (TepecikCiftlik_N, 6645—6481 лет до н. э.) определили Y-хромосомную гаплогруппу J и митохондриальную гаплогруппу K1a.
Древнейшие известные на сегодняшний день ископаемые остатки одомашненной коровы сделаны на ранненеолитическом поселении Джа'де эль-Мугара в северной Сирии и в Чайоню-Тепеси в юго-восточной Турции относятся к VIII тысячелетию до н. э. (калиброванные же радиоуглеродные даты составляют для Чайоню 10 200 лет назад). Молекулярно-генетический анализ данных находок позволяет сделать вывод, что всё поголовье нынешних коров произошло от 80 туров, приручённых в этих поселениях.
У образцов из Чайоню (8500—7500 лет до н. э.) определили Y-хромосомные гаплогруппы CT (cay033), C1a-CTS11043 (cay012), G (cay011), J2a1a-F4326 (cay007) и митохондриальные гаплогруппы K1a3, K2c, T2g, U3a2a1. Образец cay015 из Чайоню на графике PCA появляется в кластере Южного Леванта, тогда как индивид эпохи неолита Южного Леванта (KFH2_KFH002) попадает в анатолийский кластер.
Y-хромосомную гаплогруппу G2a2b и митохондриальную гаплогруппу U3a определили у образца Ash033 (7870—7595 лет до н. э.) из Ашиклы-Хююка
При раскопках Чатал-Гююка (7100—6300 лет до н. э., калиброванная дата) и в нижних слоях Мерсина обнаружены образцы древнейшей неолитической керамики (dark burnished ware, «чёрная лощёная керамика»). Чатал-Гююк считается древнейшим «городом» на Земле, однако фактически он представлял собой крупный посёлок без каких-либо общественных сооружений.
Ходжа-Чешме — поселение позднего неолита, в котором на ранней стадии сооружались круглые дома. Материальная культура имеет явные параллели с находками в Болгарии (культура Караново).
Y-хромосомную гаплогруппу G2a2a1 и митохондриальную гаплогруппу K1a определили у образца CCH1885 °F.84 (6825—6635 лет до н. э.) из Чатал-Хююка (Турция). У образца 2779 °F.265 и у образца 5357 °F.576 (7035—6680 лет до н. э.) из Чатал-Хююка определили Y-хромосомную гаплогруппу C1a2.
Y-хромосомную гаплогруппу C1a2-V20 определили у неолитического образца из местонахождения Barçın с датировкой 8500—8200 лет назад. У образца I0708 (Barcın Höyük, 6221—6073 лет до н. э.) определили Y-хромосомную гаплогруппу J2a-Z6049>Z6050>FGC61612 и митохондриальную гаплогруппу N1b1a. У образца I0724 (6400—5600 лет до н. э.) из Mentese определили Y-хромосомную гаплогруппу I2-L596 и митохондриальную гаплогруппу K1a4.
Халколит на территории Анатолии отличается многоцветной расписной керамикой. В эту эпоху возникает поселение Хаджилар.
У образца IKI024 (3958—3799 лет до н. э.) из Икизтепе (İkiztepe) определили Y-хромосомную гаплогруппу J2a-PF4610 и митохондриальную гаплогруппу U1b1. У образца CBT015 (Anatolia_Central_LC, 3642—3522 лет до н. э.) из Çamlıbel Tarlası определили Y-хромосомную гаплогруппу G2a-M406>FGC5089 и митохондриальную гаплогруппу U3a2.
На побережье Анатолии в 4-м — 2-м тысячелетиях до н. э. существовала своя оригинальная культура, которая изначально была связана с Эгейской культурой, и лишь c середины 3 тыс. до н. э. постепенно подпадает под влияние Хатти. Дворцы ранних слоёв Трои и Бейджесултана, возможно, являются архитектурными прототипами минойских дворцов. Из западноанатолийских городов наиболее важную роль играла Троя вплоть до разрушения её ахейцами.

## Бронзовый век и ранняяписьменная история

### Ранний бронзовый век
В конце 4 тыс. до н. э. металлургия проникла в Анатолию с Кавказа вместе с куро-араксской культурой. Анатолия оставалась дописьменной, пока не попала в сферу влияния Аккадской империи в XXIV в. до н. э., в годы правления Саргона I, которая была заинтересована в экспорте различного сырья. На территории Анатолии формируются корпорации аккадоязычных купцов, от которых сохранились многочисленные документы. Хотя Анатолия изобиловала медью, отсутствуют следы обработки олова в тот период.
Аккадская империя со временем пришла в упадок из-за климатических изменений и снижения числа трудоспособного населения, что повлияло на торговлю. В результате около 2150 г. до н. э. Аккад завоевали кутии.

### Ассирия
Ассирийцы заселяли в бронзовом веке территорию нынешнего Ирака,Сирии и.т.д.между 1900 и 612 до н. э.

### Постхеттские государства
Государство хеттов было разрушено переселенцами с Балкан (в частности, фригийцами) около 1200 г. до н. э. Тем не менее, хеттская культура просуществовала приблизительно до 700 до н. э. на территории ряда мелких позднехеттских царств, например, в Милиде (близ современного турецкого города Малатья). После победы над хеттами фригийцы при царе Мидасе основали государство, которое в IX и VIII веке до н. э. играло главенствующую роль на Малоазиатском нагорье.

## Античность

### Эллинистический период
Около 700 до н. э. вдоль анатолийского побережья Эгейского моря началось греческое заселение с их городами-колониями, такими как Милет, Эфес (город) и Приена. В это же время другие народы заселяли Малоазиатское нагорье. Киммерийцы заняли западную часть Анатолийского плоскогорья, разбив государство фригийцев. Лидийцы основали Лидийское царство со столицей Сарды на эгейском побережье. С середины VI века до н. э. до 333 до н. э. над этой территорией господствовали персы, их власть простиралась над далёкими частями Малой Азии, до тех пор пока Александр Великий не победил их, основав своё государство. После падения империи Александра Малоазиатское нагорье заселялось различными народами. Более или менее заметными были государства Вифиния, Понт, Каппадокия, Галатия, а также Пергамское царство.

#### Парфия и Пергам до 200 года до н. э.
События на востоке показали всю хрупкость устройства государства Селевкидов, поскольку бактрийское восстание в Парфии, начатое её сатрапом Андрагором в 245 году до н. э., привело к потере территории, граничащей с Персией. Это сопровождалось неожиданным вторжением в северную Парфию кочевых племен Парнов в 238 году до н. э. и последующей завоеванием всей Парфией под предводительством одного из их лидеров, Тиридатом. Антиох II Теос из рода Селевкидов не смог положить конец восстанию, и на территории Парфии возникло новое царство, Парфянская империя, под руководством брата Тиридата Аршака I. Парфия на пике своего могущества простиралась до реки Евфрат.
Пергам под управлением династии Атталидов был независимым царством, основанным после правления Филитера его племянником Эвменом I. Эвмен расширил Пергам, включив в него части Мисии и Эолиды, и прочно удерживая порты Элайи и Питаны. Аттал I, преемник Эвмена I, активно проводил политику и за пределами Пергама. Он отказал галатам в выплате дани и выиграл битву с ними в 230 году до н. э., а затем победил Антиоха Гиеракса три года спустя, с целью обеспечить номинальный контроль над Анатолией при Селевкидах. Победа была недолгой, поскольку Селевк III восстановил контроль над своей империей, но Атталу было позволено сохранить контроль над бывшими территориями Пергама.
Победа над Атталом была последним разом, когда Селевкиды добились значительного успеха в Анатолии, так как на горизонте уже маячила Римская империя. После этой победы наследники Селевка никогда больше не добьются расширения своей империи.

### Древнеримский период
Во II и I веке до н. э. контроль над Малоазиатским нагорьем установили римляне.

## Средневековье
С VII века в центральной Анатолии, находившейся под управлением Византийской империи, наметилась тенденция к консолидации земель в крупные животноводческие хозяйства типа ранчо-вилла, во главе которых стояли греческие магнаты. Росту латифундий способствовали низкая плотность населения, рельеф и климат региона. Постоянные арабские налеты войнов-гази усугубили процесс депопуляции юго-восточной Aнатолии, подготовив таким образом хорошую почву для вторжения орд кочевых тюрок в XI веке. Греческие магнаты в этой удаленной части страны имели слабые политические связи с Константинополем, и, по-видимому, пытались уйти от уплаты налогов, на которые можно было бы строить укрепленные города. Сельджукам не составило большого труда перерезать местные нити дорог, связывавших регион с Константинополем. В ходе нашествий, местная малочисленная греческая знать либо погибла, либо подчинилась тюркам с целью сохранить свои владения и влияние при конийском дворе. Неслучайно более активное сопротивление исламизации оказывалось там где проживало большое количество более мелких греческих фермеров. Например, в окрестностях Нимфея и Магнезии, которые окончательно подчинились туркам лишь в 1313 году.

### Византийский период
При разделе Римской империи на западную и восточную Малая Азия вошла в состав Восточной Римской империи или Византии, под властью которой она находилась вплоть до разгрома Византии турками.

### Арабские завоевания
Нападения арабов по всей границе империи значительно сократили территорию, некогда принадлежавшую Юстиниану.

### Крестовые походы и их последствия
Четыре крестовых похода, в которых участвовали византийцы, серьезно ослабили их власть и привели к разобщенности, которую никогда не удалось восстановить.

### Отколовшиеся государства-преемники и падение империи
Вновь образовавшиеся турки постепенно усиливали давление на империю настолько, что взятие Константинополя в 1453 году было лишь вопросом времени.